# Farkhod Vasiev
Farkhod Saidzhonovich Vasiev (em russo:  Фарход Саиджонович Васиев, em persa, فارخود فاسييف e em tajique:  Фарҳод Восиев) (Dushanbe, 14 de abril de 1990) é um ex-futebolista tajique que atuava como lateral-esquerdo.

## Carreira
Revelado pelo CSKA Dushanbe, Vasiev jogou praticamente toda a carreira em clubes da Rússia (tirando uma passagem por empréstimo no Istiklol em 2017), com destaque para o Orenburg, onde atuou entre 2013 e 2018 (61 jogos) e Shinnik Yaroslavl (34 partidas). Defendeu também Saturn, Krylya Sovetov (empréstimo), Zhemchuzhina-Sochi, Volgar Astrakhan, Tyumen, Neftekhimik Nizhnekamsk e Tambov. Com a falência deste último em maio de 2021, Vasiev ficou sem contrato com qualquer outra equipe por um período.
Ele chegou a assinar com o Lee Man para a temporada 2021–22 da Liga da Primeira Divisão de Hong Kong, mas não entrou em campo e terminou dispensado, encerrando sua carreira aos 32 anos.

## Seleção Tajique
Pela Seleção Tajique, atuou entre 2007 e 2019, tendo feito 14 partidas e marcando um gol, na derrota por 4 a 3 para Myanmar, em jogo válido pela segunda fase das eliminatórias asiáticas para a Copa de 2022. Em sua carreira por clubes, fez apenas 5 gols (2 pelo CSKA, um pelo Saturn, um pelo Istiklol e outro pelo Tyumen).
Seu irmão, Dilshod, também foi futebolista profissional e jogou praticamente apenas em equipes do Tajiquistão (exceção feita às passagens por Mika Yerevan em 2008 e Rahmatganj MFS em 2020–21), além de ter defendido a seleção nacional em 50 jogos e ter feito 8 gols.

## Títulos
Orenburg
- Segunda Divisão Russa: 2017–18

Istiklol
- Campeonato Tajique: 2017